# Vulcanello
Der Vulcanello, der „kleine Vulcano“, ist der nördliche Zipfel der Vulkaninsel Vulcano im Tyrrhenischen Meer, einer der Liparischen Inseln vor der Nordküste Siziliens.
Die Entstehung des Vulcanello, der aus drei ineinander verschachtelten Vulkankegeln besteht, begann in historischer Zeit (183 v. Chr.) mit der Bildung eines ersten kleinen Vulkans zwischen Vulcano und Lipari. Vermutlich etwa 126 v. Chr. wurde der zweite Kegel gebildet. Erst viel später, in der Mitte des 6. Jahrhunderts n. Chr. entstand der dritte Kegel, der im 16. Jahrhundert eine zweite Eruptionsphase durchlief. Durch das ausgeworfene Material entstand damals die Landverbindung zwischen Vulcano und Vulcanello.
Der höchste Punkt, der Monte Vulcanello, erreicht eine Höhe von 123 m s.l.m.

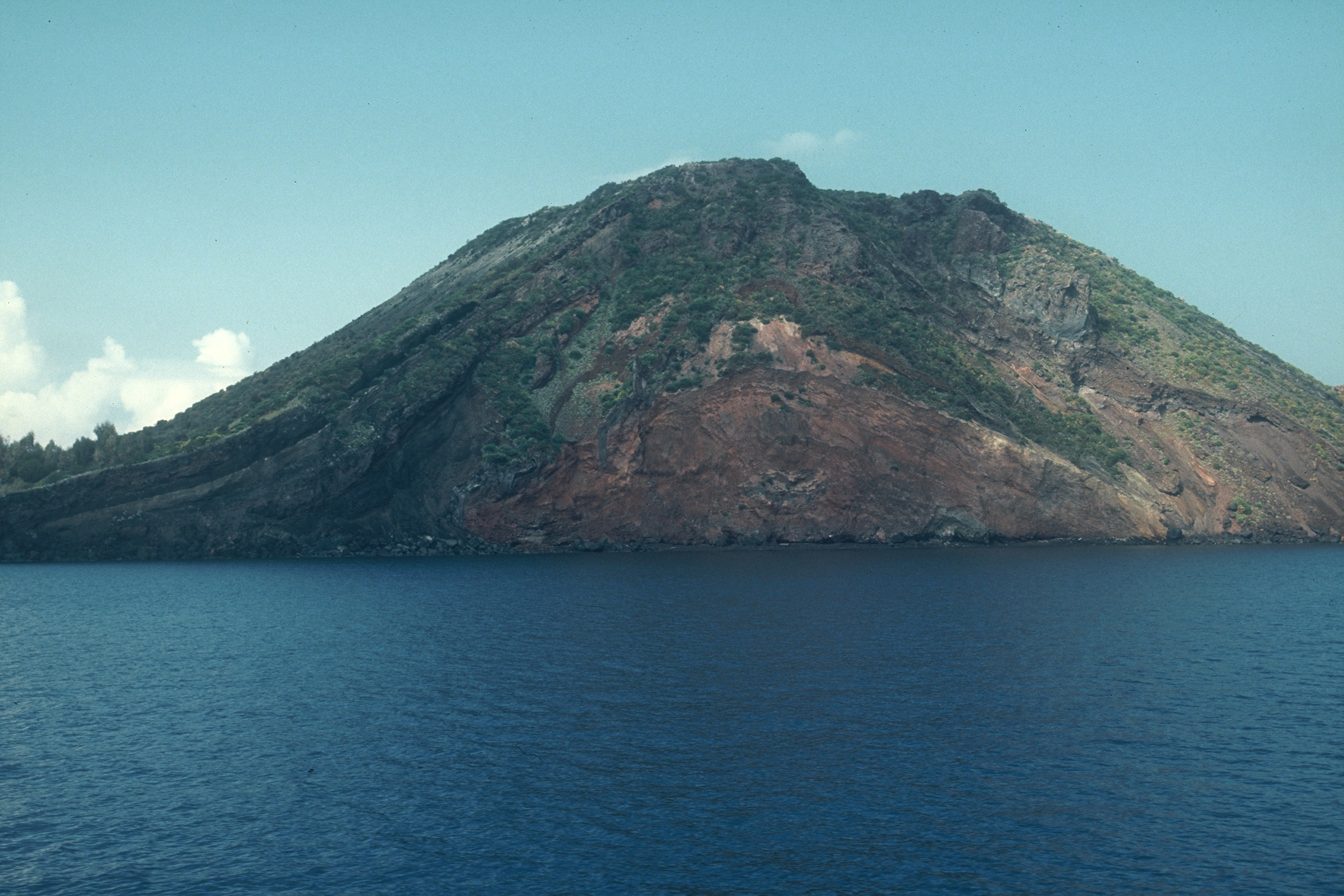
Vulcanello vom Meer aus gesehen
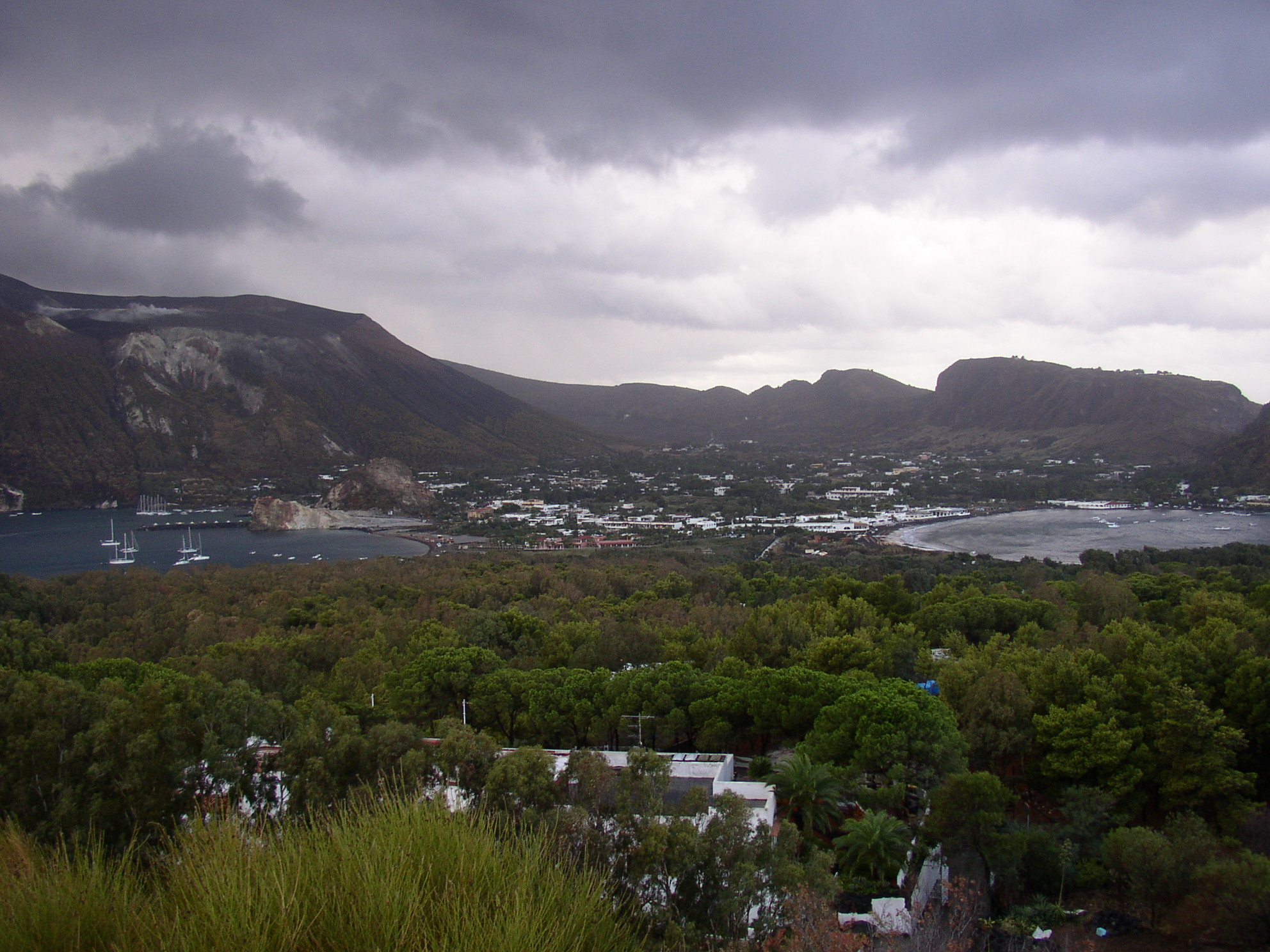
Blick vom Vulcanello über die Landbrücke zum Vulcano
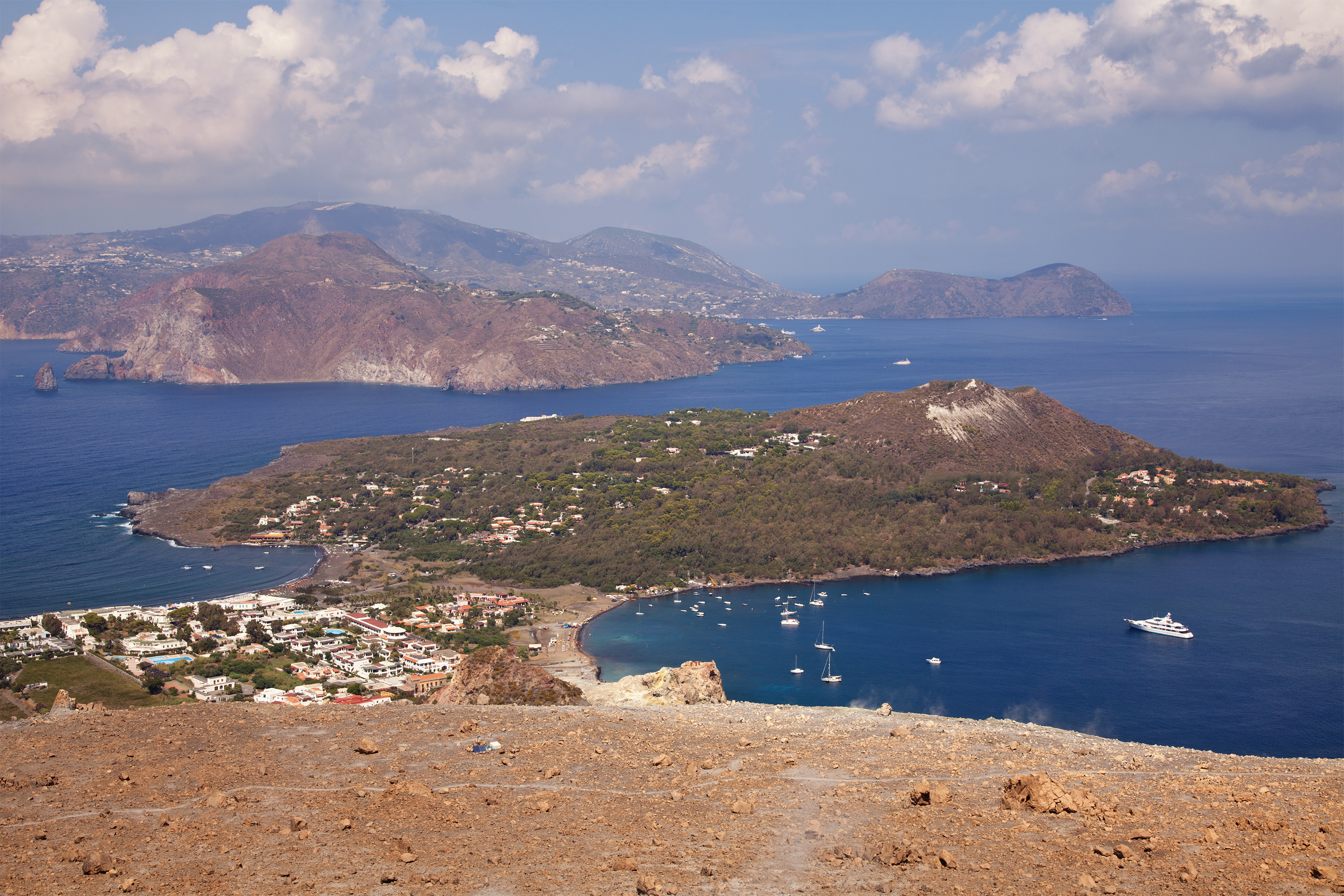
Blick von Gran Cratere (Vulcano)